# Associazione Calcio Lecco 1969-1970
Questa voce raccoglie le informazioni riguardanti l'Associazione Calcio Lecco nelle competizioni ufficiali della stagione 1969-1970.

## Stagione
Nella stagione 1969-1970 il Lecco disputa il girone A del campionato di Serie C, ottiene 53 punti ed il secondo posto in classifica, a quattro lunghezze dal Novara che sale in Serie B, retrocedono in Serie D il Marzotto di Valdagno, la Trevigliese e la Biellese.
Dopo oltre vent'anni di Serie A e di Serie B, per il Lecco è dura riadattarsi ai rudi campi della Serie C. I bluceleste si presentano per questa stagione di Serie C con un nuovo presidente Giuseppe Martini, ed anche un nuovo allenatore Luciano Lupi, partono tra le favorite del torneo e si confermano ai vertici del girone per tutto campionato, ma alla lunga sono costretti a cedere il passo al Novara. Con una sola promozione prevista, il Lecco non raggiunge l'obiettivo di pronta risalita tra i cadetti, pur disputando un sontuoso torneo. Come ai vecchi tempi il Rigamonti resta terreno imbattuto, anche fuori casa si fa bene con sei vittorie, il problema è solo che il Novara riesce a far meglio del Lecco. Miglior realizzatore stagionale bluceleste è stato il milanese Giovanni Pedroni, un centravanti arrivato dalla Triestina, con nove reti in campionato.

## Rosa
| N. |                   | Ruolo | Calciatore         |
| -- | ----------------- | ----- | ------------------ |
|    | Italia (bandiera) | D     | Giacomo Alessio    |
|    | Italia (bandiera) | D     | Vittorio Bagnaschi |
|    | Italia (bandiera) | D     | Attilio Bravi      |
|    | Italia (bandiera) | P     | Adriano Casiraghi  |
|    | Italia (bandiera) | D     | Roberto Colombo    |
|    | Italia (bandiera) | A     | Giovanni Console   |
|    | Italia (bandiera) | C     | Fausto Daolio      |
|    | Italia (bandiera) | A     | Andrea Fruggeri    |
|    | Italia (bandiera) | C     | Rino Gritti        |
|    | Italia (bandiera) | C     | Osvaldo Jaconi     |
|    | Italia (bandiera) | C     | Adriano Lombardi   |
|    | Italia (bandiera) | D     | Alfonso Marcelli   |

| N. |                   | Ruolo | Calciatore          |
| -- | ----------------- | ----- | ------------------- |
|    | Italia (bandiera) | P     | Giuseppe Meraviglia |
|    | Italia (bandiera) | A     | Mario Mereghetti    |
|    | Italia (bandiera) | A     | Gabriele Omizzolo   |
|    | Italia (bandiera) | A     | Mario Pantani       |
|    | Italia (bandiera) | A     | Giovanni Pedroni    |
|    | Italia (bandiera) | D     | Lauro Pomaro        |
|    | Italia (bandiera) | C     | Giovanni Sacchi     |
|    | Italia (bandiera) | A     | Ivan Salvigni       |
|    | Italia (bandiera) | D     | Stelvio Sciutto     |
|    | Italia (bandiera) | D     | Ferdinando Tam      |
|    | Italia (bandiera) | A     | Mario Villatora     |

## Risultati

### Serie C girone A

#### Girone di andata
| Arbitro: | Fuschi (Pescara) |

|             |           |  |
| Pedroni 32’ | Marcatori |  |

| Arbitro: | Levrero (Genova) |

|              |           |  |
| Guidetti 70’ | Marcatori |  |

| Arbitro: | Lenardon (Siena) |

|                        |           |              |
| Pantani 25’ Jaconi 37’ | Marcatori | 89’ Miorandi |

| Arbitro: | Prati (Parma) |

|                            |           |             |
| Milanesi 64’ Udovicich 84’ | Marcatori | 60’ Pedroni |

| Arbitro: | Tabanelli (Ravenna) |

|                          |           |              |
| Lombardi 37’ Pedroni 41’ | Marcatori | 14’ Bonacina |

| Legnano 19 ottobre 1969 6ª giornata | Legnano            | 0 – 0 | Lecco | Stadio Comunale\| Arbitro: \| V. Lattanzi (Roma) \| |
| Arbitro:                            | V. Lattanzi (Roma) |       |       |                                                     |

| Arbitro: | Stagnoli (Bologna) |

|             |           |  |
| Alessio 74’ | Marcatori |  |

| Padova 2 novembre 1969 8ª giornata | Padova             | 0 – 0 | Lecco | Stadio Silvio Appiani\| Arbitro: \| Clerico (Chiavari) \| |
| Arbitro:                           | Clerico (Chiavari) |       |       |                                                           |

| Arbitro: | Martinelli (Catanzaro) |

|  |           |                  |
|  | Marcatori | 56’, 68’ Console |

| Lecco 1969 10ª giornata | Lecco             | 0 – 0 | Derthona | Stadio Mario Rigamonti\| Arbitro: \| Barboni (Firenze) \| |
| Arbitro:                | Barboni (Firenze) |       |          |                                                           |

| Udine 23 novembre 1969 11ª giornata | Udinese          | 0 – 0 | Lecco | Stadio Moretti\| Arbitro: \| Ciacci (Firenze) \| |
| Arbitro:                            | Ciacci (Firenze) |       |       |                                                  |

| Arbitro: | Baroncini (Bologna) |

|                         |           |           |
| Jaconi 27’ Omizzolo 85’ | Marcatori | 53’ Silva |

| Arbitro: | Berbaresco (Cormons) |

|                        |           |                             |
| Bivi 2’, 9’ Medeot 38’ | Marcatori | 39’ Mereghetti 76’ Salvigni |

| Arbitro: | Levrero (Genova) |

|                             |           |                   |
| Mereghetti 30’ Salvigni 56’ | Marcatori | 26’, 36’ Centazzo |

| Arbitro: | Ciacci (Firenze) |

|            |           |                         |
| Turini 89’ | Marcatori | 50’ Omizzolo 75’ Pomaro |

| Arbitro: | Trinchieri (Reggio Emilia) |

|                          |           |                           |
| Lombardi 33’, 56’ (rig.) | Marcatori | 26’ Zambianchi 77’ Sirena |

| Arbitro: | Menegali (Roma) |

|                       |           |  |
| Rizzi 2’ Fumagalli 4’ | Marcatori |  |

| Arbitro: | Marti (Napoli) |

|              |           |  |
| Lombardi 89’ | Marcatori |  |

| Arbitro: | Stagnoli (Bologna) |

|  |           |                       |
|  | Marcatori | 31’ (rig.) Mereghetti |

#### Girone di ritorno
| Trieste 1º febbraio 1970 20ª giornata | Triestina         | 0 – 0 | Lecco | Stadio Giuseppe Grezar\| Arbitro: \| Bianchi (Firenze) \| |
| Arbitro:                              | Bianchi (Firenze) |       |       |                                                           |

| Arbitro: | Schena (Foggia) |

|                          |           |                    |
| Omizzolo 26’ Pedroni 54’ | Marcatori | 33’ (rig.) Fornara |

| Arbitro: | Casarin (Milano) |

|            |           |                            |
| Taddei 50’ | Marcatori | 72’ Pedroni 79’ Mereghetti |

| Arbitro: | Menegali (Roma) |

|                                   |           |  |
| Lombardi 3’ Mereghetti 79’ (rig.) | Marcatori |  |

| Arbitro: | F. Lattanzi (Macerata) |

|  |           |                                       |
|  | Marcatori | 4’, 90’ Pedroni 61’ (rig.) Mereghetti |

| Lecco 8 marzo 1970 25ª giornata | Lecco              | 0 – 0 | Legnano | Stadio Mario Rigamonti\| Arbitro: \| Clerico (Chiavari) \| |
| Arbitro:                        | Clerico (Chiavari) |       |         |                                                            |

| Arbitro: | Panzino (Catanzaro) |

|            |           |             |
| Ronchi 80’ | Marcatori | 88’ Pedroni |

| Arbitro: | Vannucchi (Bologna) |

|                       |           |  |
| Console 8’ Jaconi 76’ | Marcatori |  |

| Arbitro: | Sgherri (Grosseto) |

|                       |           |  |
| Mereghetti 79’ (rig.) | Marcatori |  |

| Tortona 5 aprile 1970 29ª giornata | Derthona           | 0 – 0 | Lecco | Stadio Fausto Coppi\| Arbitro: \| Cantelli (Firenze) \| |
| Arbitro:                           | Cantelli (Firenze) |       |       |                                                         |

| Arbitro: | Lenardon (Siena) |

|           |           |                |
| Bravi 36’ | Marcatori | 37’ Scichilone |

| Seregno 19 aprile 1970 31ª giornata | Seregno            | 0 – 0 | Lecco | Stadio Ferruccio Trabattoni\| Arbitro: \| Reggiani (Bologna) \| |
| Arbitro:                            | Reggiani (Bologna) |       |       |                                                                 |

| Arbitro: | Frasso (Capua) |

|                           |           |  |
| Omizzolo 14’ Lombardi 67’ | Marcatori |  |

| Solbiate Arno 10 maggio 1970 33ª giornata | Solbiatese          | 0 – 0 | Lecco | Stadio Felice Chinetti\| Arbitro: \| Panzino (Catanzaro) \| |
| Arbitro:                                  | Panzino (Catanzaro) |       |       |                                                             |

| Arbitro: | Monforte (Palermo) |

|            |           |  |
| Pedroni 4’ | Marcatori |  |

| Arbitro: | Ciacci (Firenze) |

|                   |           |           |
| Goffi 11’ Cei 71’ | Marcatori | 2’ Gritti |

| Arbitro: | Martinelli (Catanzaro) |

|                       |           |           |
| Gritti 28’ Jaconi 58’ | Marcatori | 11’ Rizzi |

| Arbitro: | Fuschi (Pescara) |

|  |           |             |
|  | Marcatori | 7’ Salvigni |

| Arbitro: | Barboni (Firenze) |

|                           |           |          |
| Salvigni 12’ Lombardi 69’ | Marcatori | 83’ Dori |